# Slave Island
Slave Island (officiellement connu comme Kompanna Veediya) (singhalais : කොම්පඤ්ඤ වීදිය tamoul : கொம்பனித்தெரு) (aussi connu sous le nom de Kampong Kertel, ainsi que anciennement en tant que Javanam Quarters (Quartier javanais) durant la période néerlandaise) est une banlieue de Colombo, directement au sud du quartier du Fort (en), dans la province de l'Ouest au Sri Lanka. Elle contient le lac Beira et son esplanade qui sert de base récréative pour la ville. L'artère Company Roads est un vaste voie commerciale avec hôtels et stands de nourriture de rue avec une connotation multiethnique, particulièrement de l'héritage malais.

## Histoire
Le nom de Slave Island apparait au cours de la période britannique et est une référence à l'usage de l'île pendant la période portugaise qui représentait une zone de détention des esclaves en provenance d'Afrique, la plupart de la côte swahilie et du Mozambique portugais. Bien que la plupart des esclaves soient retournés en Afrique, un petit groupe demeure au Sri Lanka et représente désormais les Kaffirs srilankais (en).
En 2023, le premier ministre Dinesh Gunawardena donne des instructions afin d'abandonné l'exonyme Slave Island pour Kompagngna Veediya dans les trois langues officielles du pays.

## Démographie
Kompagngna Veediya est de nos jours un lieu multiculturel avec une mixité des cultures malaises, cingalaises et tamoules et abritant le district culturel malais de Colombo.
Les principales communautés présentes sont les malais srilankais, les maures srilankais (musulman) et les Cingalais. D'autres minorités moins importantes sont également présentes dont les Burghers. Les principales religions pratiquées par ses habitants sont l'Islam, le Bouddhisme, l'Hindouisme et le Christianisme,.
Depuis la colonisation, le quartier est principalement vu comme un secteur malais. Cependant, il est une plaque tournante d'entrée des plusieurs communautés asiatiques durant la période coloniale, dont les Bengalis, les Pathans srilankais (en) (Afghans), les Marwaris (en), les Birmans et les Chinois srilankais (en).

## Infrastructure

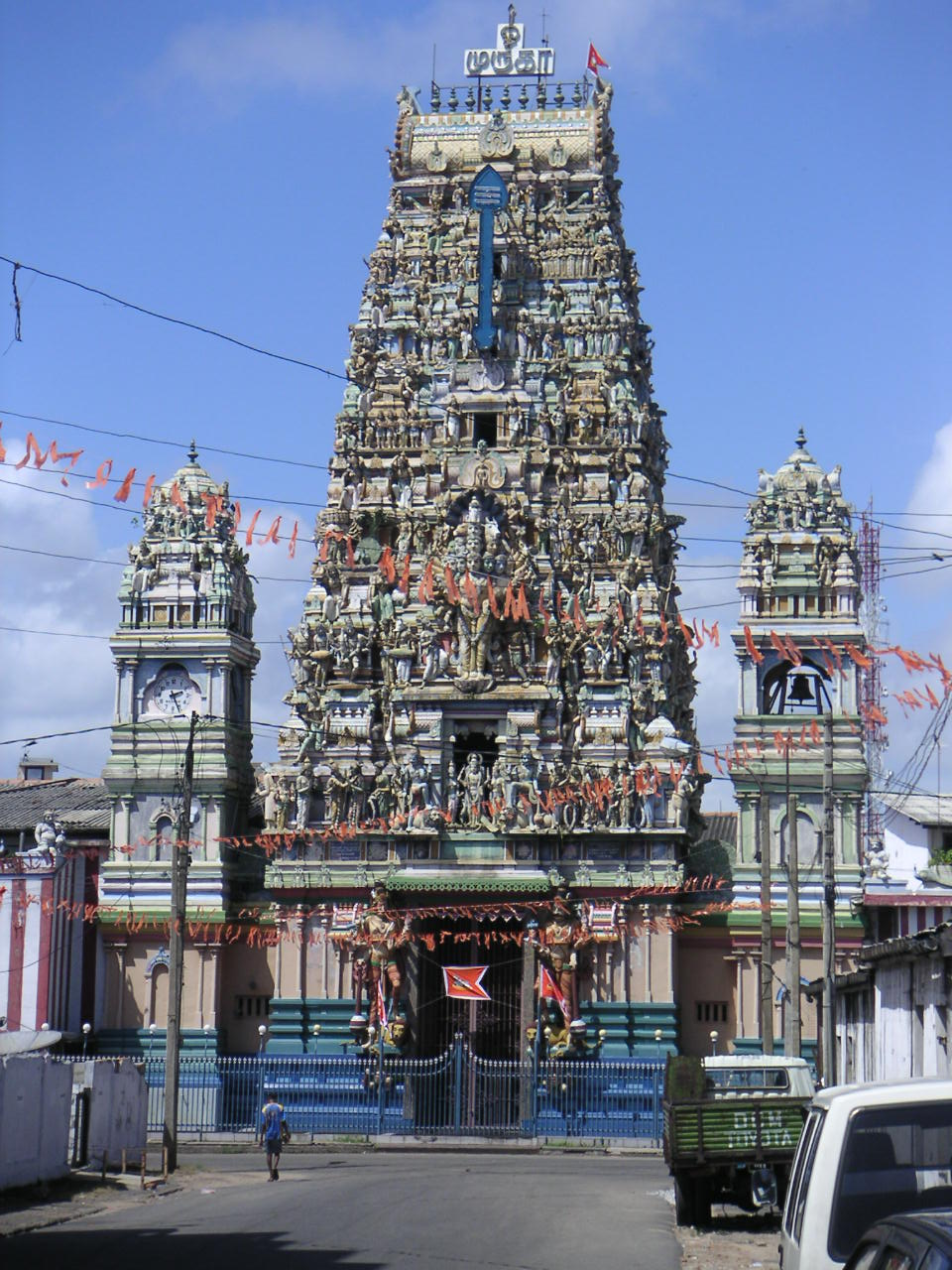
Le temple Murugan sur Company Roads

Kompagngna Veediya est desservie par la Company Roads Railway Station (en) d'une structure victorienne avec ornements architecturaux. Le bâtiment présente des arches et boiseries complexes, ainsi que des structures métalliques mettant en valeur le style victorien.

### Démolitions
Plusieurs bâtiments historique de Kompagngna Veediya ont été démolis ou sont en attente d'être démolis en raison du développement de plusieurs projets de tours. Malgré la valeur architecturale et historique, la plupart des bâtiments font face à un déficit d'entretien les conduisant à un état de délabrement avancé. L'immeuble de style shophouse (en) du juge Akbar Mawatha serait l'endroit où D. R. Wijewardena, D. S. Senanayake et O. E. Goonetilleke se sont rencontrés pour discuter des réformes constitutionnelles menant à l'indépendance du Sri Lanka en 1948,,.

## Militaires
- Rifle Barracks (en), abritant le Defence Services School (en)
- Sri Lanka Electrical and Mechanical Engineers (en), corps de soutien au combat des Forces armées srilankaises

## Missions diplomatiques
- Consulat de la République de Chypre
- Consulat du Madagascar
- Consulat des Philippines
- Haut-commissariat de la Nouvelle-Zélande

## Galerie

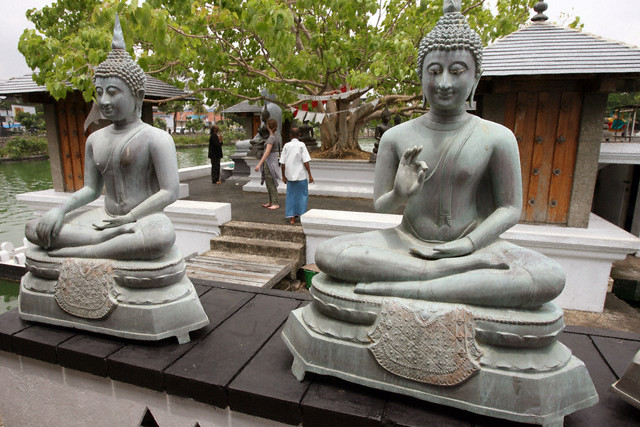
Le Seema Malakaya du temple Gangarama, de Slave Island dans le secteur de Company Roads
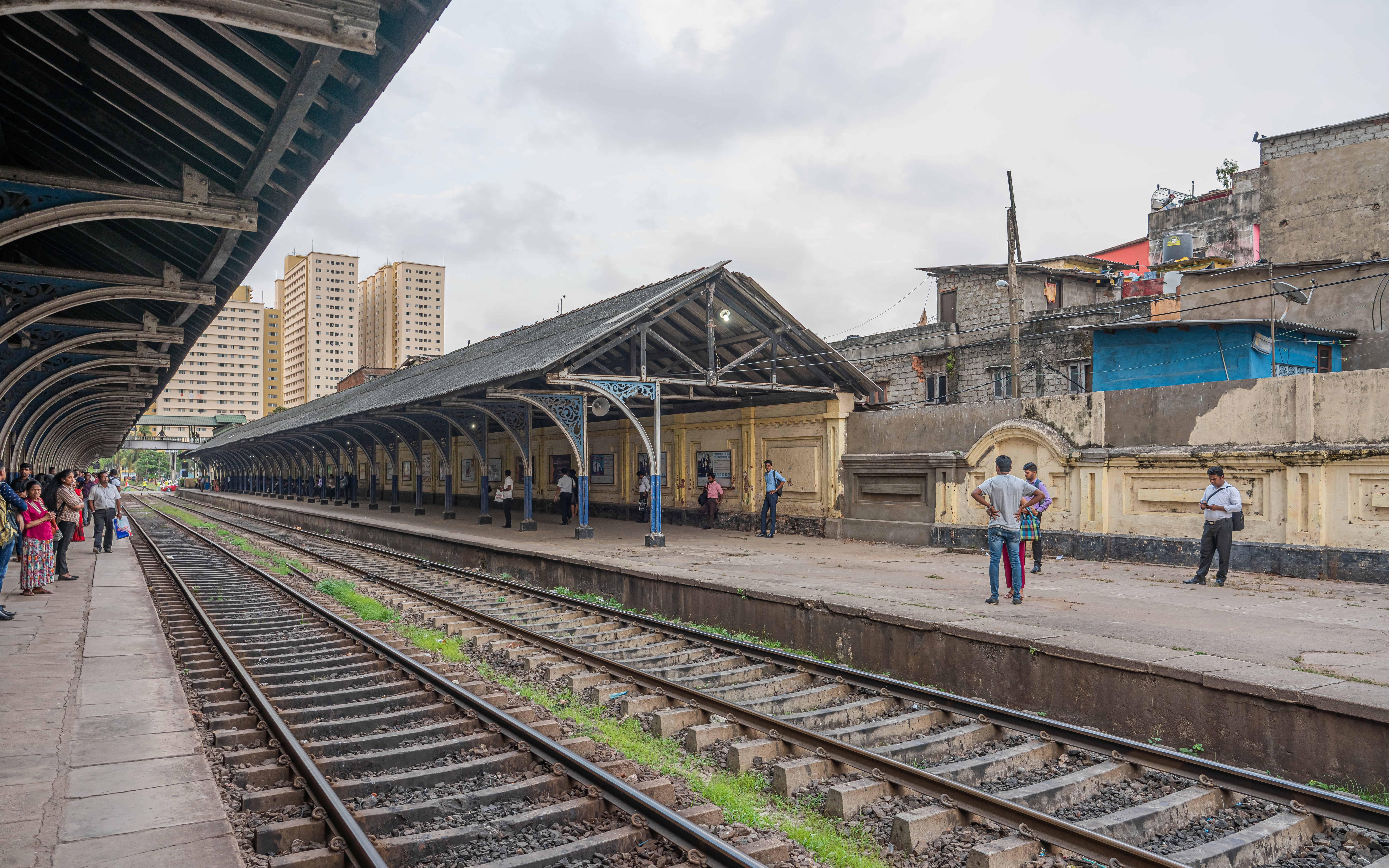
Slave Island railway station